# Limnebius perparvulus
Limnebius perparvulus är en skalbaggsart som beskrevs av Claudius Rey 1884. Limnebius perparvulus ingår i släktet Limnebius och familjen vattenbrynsbaggar. Inga underarter finns listade i Catalogue of Life.